# Buquetia obscura
Buquetia obscura är en tvåvingeart som först beskrevs av Daniel William Coquillett 1897.  Buquetia obscura ingår i släktet Buquetia och familjen parasitflugor. Inga underarter finns listade i Catalogue of Life.